# Velha Infância
Velha infancia é uma cancão do grupo brasileiro Tribalistas para o álbum de estreia auto-intitulado do grupo, lançada pela gravadora  Phonomotor Records em 30 de março de 2003. A cancão se tornou o segundo hit numbero 1 da banda e a cancão mais tocada nas rádios brasileira no seculo 21.
A letra foi escrita pelos membros da banda Arnaldo Antunes, Carlinhos Brown, Marisa Monte, Davi Moraes e Pedro Baby.
Velha infância foi incluida na novela Mulheres Apaixonadas pela Rede Globo em 2003. A cancão foi regravada pela banda OutroEu que foi feita para o EP Ensaio Acústico e foi certificado diamante pela Pro-musica Brasil.
A canção foi colocada no repertório da primeira turnê mundial dos Tribalistas, a Tribalistas Tour 2018/2019.
Em 2022, a cancão foi incluída na posição 41 em uma lista das melhores cancão de 2002 pela revista americana Spin.

## Reconhecimento
| Prêmio        | Ano  | Categoria                                                          | Resultado | Ref.   |
| ------------- | ---- | ------------------------------------------------------------------ | --------- | ------ |
| Letras.mus.br | 2020 | As 12 melhores músicas de Marisa Monte                             | -         | [ 12 ] |
| Metrópoles    | 2023 | 10 músicas de Marisa Monte que fizeram sucesso em novelas e séries | -         | [ 13 ] |
| Terra         | 2022 | As 10 melhores músicas de Marisa Monte para ouvir e tocar          | -         | [ 14 ] |
| Spin          | 2022 | As 50 melhores músicas de 2002                                     | 41        | [ 11 ] |

## Desempenho nas tabelas musicais
| Chart (2003)  | Posição |
| ------------- | ------- |
| Brasil (Hits) | 1       |

## Prêmios e indicações
| Ano  | Prêmio          | Indicação        | Resultado | Ref    |
| ---- | --------------- | ---------------- | --------- | ------ |
| 2003 | Melhores do Ano | Música de Novela | Indicado  | [ 15 ] |
| 2004 | Troféu Imprensa | Música do Ano    | Indicado  | [ 16 ] |